# Jorge Salamanca Valdivia
Jorge Oscar Salamanca Valdivia (La Serena, 15 de agosto de 1901 - Santiago, 22 de noviembre de 1986) fue un abogado y político radical chileno. Hijo de Armando Salamanca y Luisa Valdivia. Contrajo matrimonio con Olga Cereceda Carvallo y en segundas nupcias con Rosa Barrios.

## Actividad profesional
Educado en el Liceo de La Serena y en la Facultad de Derecho de la Universidad de Chile, donde se tituló como abogado en 1925 con la tesis titulada “De las quiebras e insolvencias punibles”.
Se desempeñó como síndico de quiebras en La Serena (1929-1934), procurador de la Corte de Apelaciones de La Serena (1935), director del Banco del Estado de Chile (1938), secretario de la Intendencia de Coquimbo (1939-1941) e Intendente de Santiago.
En el ámbito privado, fue Vicepresidente de la Compañía Electro Siderúrgica de Valdivia S.A. y socio de Adolfo Floto y Cía. Ltda.
y Aída Ramírez Sófocles Gil Salamanca Valdivia

## Actividad política
Militante del Partido Radical, fue elegido Diputado por la 4.ª agrupación departamental de La Serena, Coquimbo, Elqui, Ovalle, Combarbalá e Illapel (1941-1945). Durante su legislatura integró la comisión permanente de Constitución, Legislación y Justicia y la de Economía y Comercio.
Fue socio del Rotary Club y del Club de La Serena.